# Градина (Даниловград)
За чланак о остацима утврђења недалеко од Градине, погледајте чланак Градина у Мартинићима.
Градина је насеље у општини Даниловград у Црној Гори. Према попису из 2003. било је 181 становника (према попису из 1991. било је 132 становника).

## Демографија
У насељу Градина живи 138 пунолетних становника, а просечна старост становништва износи 38,9 година (38,2 код мушкараца и 39,7 код жена). У насељу има 57 домаћинстава, а просечан број чланова по домаћинству је 3,18.
Ово насеље је углавном насељено Црногорцима (према попису из 2003. године), а у последња три пописа, примећен је пораст у броју становника.
|  |

| Демографија | Демографија | Демографија |
| Година      | Становника  | Становника  |
| ----------- | ----------- | ----------- |
|             |             |             |
|             |             |             |
|             |             |             |
|             |             |             |
| 1948.       | 170         |             |
| 1953.       | 177         |             |
| 1961.       | 152         |             |
| 1971.       | 107         |             |
| 1981.       | 126         |             |
| 1991.       | 132         | 132         |
| 2003.       | 182         | 181         |
|             |             |             |

| Етнички састав према попису из 2003.‍ | Етнички састав према попису из 2003.‍ | Етнички састав према попису из 2003.‍ | Етнички састав према попису из 2003.‍ | Етнички састав према попису из 2003.‍ |
| ------------------------------------ | ------------------------------------ | ------------------------------------ | ------------------------------------ | ------------------------------------ |
|                                      |                                      |                                      |                                      |                                      |
| Црногорци                            | Црногорци                            |                                      | 132                                  | 72,92%                               |
| Срби                                 | Срби                                 |                                      | 47                                   | 25,96%                               |
| непознато                            | непознато                            |                                      | 2                                    | 1,10%                                |

| Година пописа     | 1948. | 1953. | 1961. | 1971. | 1981. | 1991. | 2003. |
| ----------------- | ----- | ----- | ----- | ----- | ----- | ----- | ----- |
| Број домаћинстава | 32    | 38    | 35    | 32    | 33    | 39    | 57    |

| Број чланова      | 1  | 2  | 3  | 4 | 5  | 6 | 7 | 8 | 9 | 10 и више | Просек |
| ----------------- | -- | -- | -- | - | -- | - | - | - | - | --------- | ------ |
| Број домаћинстава | 57 | 14 | 13 | 6 | 13 | 4 | 3 | 1 | 1 | 2         | 0      |

| Пол    | Укупно | Неожењен/Неудата | Ожењен/Удата | Удовац/Удовица | Разведен/Разведена | Непознато |
| ------ | ------ | ---------------- | ------------ | -------------- | ------------------ | --------- |
| Мушки  | 75     | 23               | 42           | 0              | 0                  | 10        |
| Женски | 74     | 11               | 52           | 4              | 0                  | 7         |
| УКУПНО | 149    | 34               | 94           | 4              | 0                  | 17        |

| Пол    | Укупно                    | Пољопривреда, лов и шумарство | Рибарство                            | Вађење руде и камена | Прерађивачка индустрија       |
| ------ | ------------------------- | ----------------------------- | ------------------------------------ | -------------------- | ----------------------------- |
| Мушки  | 32                        | 3                             | 0                                    | 0                    | 8                             |
| Женски | 10                        | 1                             | 0                                    | 0                    | 3                             |
| УКУПНО | 42                        | 4                             | 0                                    | 0                    | 11                            |
| Пол    | Производња и снабдевање   | Грађевинарство                | Трговина                             | Хотели и ресторани   | Саобраћај, складиштење и везе |
| Мушки  | 1                         | 1                             | 5                                    | 0                    | 2                             |
| Женски | 0                         | 0                             | 1                                    | 0                    | 0                             |
| УКУПНО | 1                         | 1                             | 6                                    | 0                    | 2                             |
| Пол    | Финансијско посредовање   | Некретнине                    | Државна управа и одбрана             | Образовање           | Здравствени и социјални рад   |
| Мушки  | 0                         | 1                             | 5                                    | 3                    | 1                             |
| Женски | 0                         | 0                             | 1                                    | 0                    | 3                             |
| УКУПНО | 0                         | 1                             | 6                                    | 3                    | 4                             |
| Пол    | Остале услужне активности | Приватна домаћинства          | Екстериторијалне организације и тела | Непознато            | Непознато                     |
| Мушки  | 0                         | 0                             | 0                                    | 2                    | 2                             |
| Женски | 0                         | 0                             | 0                                    | 1                    | 1                             |
| УКУПНО | 0                         | 0                             | 0                                    | 3                    | 3                             |